# Trechona adspersa
Trechona adspersa är en spindelart som beskrevs av Philipp Bertkau 1880. 
Trechona adspersa ingår i släktet Trechona och familjen Dipluridae. Inga underarter finns listade i Catalogue of Life.